# Калитеа (Гребен)
Калитеа (грч. Καλλιθέα) је насељено место у општини Гребен у периферији Западна Македонија, Грчка. Према попису из 2021. године било је 19 становника.
Према бугарском географу и историчару, Василу Канчову, у Калитеји је 1900. године живело 100 Аромуна. Село се раније звало Болтино.